# オウエン・ブラッドリー
オウエン・ブラッドリー (Owen Bradley、1915年10月21日 - 1998年1月7日) は、アメリカ合衆国の音楽プロデューサー。1950年代および1960年代、チェット・アトキンスやボブ・ファーガソンと共にカントリー・ミュージックのナッシュビル・サウンドやロカビリーのパイオニアの1人である。

## 有名になる前
テネシー州ウエストモアランドで生まれ、幼い頃からピアノを学び、10代の頃から地元のナイトクラブやロードハウスで演奏していた。20歳の時、ラジオ局WSM-AMでアレンジャーおよびミュージシャンの職を得た。1942年、この局の音楽ディレクターとなり、また人気ダンス・バンドのバンド・リーダーも務め、のちにヴォーカリストのボブ・ジョンストンやドッティ・ディラードが加わり、市内で行われる上流階級のパーティで演奏するようになった。同年、ロイ・エイカフと共にヒット曲『Night Train to Memphis』を作曲した。休息期間もあったものの1964年までバンド活動を続けたが、プロデューサー業が多忙となり自ら演奏することが困難となっていった。
1947年、ブラッドリーはデッカ・レコードでの編曲および作曲の職を得た。プロデューサーのポール・コウエンのもとでアーネスト・タブ、バール・アイヴス、レッド・フォリー、キティ・ウェルズなどの大スターと共にレコーディングを行なった。コウエンから学び、彼は最終的に自身でレコードをプロデュースするようになった。1958年にコウエンがレーベルを去ると、ブラッドリーはデッカのナッシュビル地区の副支社長となり、ナッシュビル・サウンドのパイオニアとなった。

## ナッシュビル・サウンド
長い間、カントリー・ミュージックは野暮ったい庶民的音楽とみられており、アメリカ合衆国南部やアパラチアの小さな町の裕福でない人々が聴くものとされてきた。1950年代後期、ブラッドリーが活動するナッシュビルは『グランド・オール・オープリー』の古くからの本拠地としてだけでなく、レコード業界の中心地であった。ナッシュビル・サウンドは16番通り南804番地にあった弟ハロルド・ブラッドリーと共有していた家に接続した半円柱型のプレハブのクォンセットから始まった。
このクォンセットはポップとクロスオーバーし、より商業的なカントリー・ミュージックの発祥地と考えられている。アメリカ音楽のこの独特のジャンルはグラディ・マーティン、ボブ・ムーア、ハンク・ガーランド、バディ・ハーマンなどブラッドリーが厳選したナッシュビルAチームから当初発展していった。ブラッドリーのクォンセットのスタジオの成功により、RCAビクターは現在も有名なRCAスタジオBを建設することを決めた。多くの他のレーベルも次々と開業し、現在のミュージック・ロウへと発展していった。ブラッドリーとその仲間たちは軽いメロディとより洗練された歌詞をミックスしてさらにポップの感性を追加してナッシュビル・サウンドを作り上げ、のちにカントリーポリタンとして知られるようになった。騒々しいホンキートンクのピアノはフロイド・クレイマーにより人気となったイージーリスニングのピアノに置き換えられた。ただし1950年代、ブラッドリーはホンキートンク・ブルース歌手でピアノ奏者のムーン・マリカンとレコーディングすることになり、ブラッドリーがプロデュースしたマリカンのセッションはマリカンのオリジナルのブルース・スタイルとナッシュビル・サウンドを融合した実験的作品となった。マウンテン・ミュージックのフィドルは弦楽合奏に置き換えられ、スティール・ギターや耳当たりの良いバック・コーラスが追加された。
ナッシュビル・サウンドに関してブラッドリーは「現在私たちはカントリー・ミュージックからフィドルやスティール・ギターをカットしてコーラスを追加した。しかしこれで終わらない。常に新鮮であるために常に発展していくのだ」と語った。

## スター育成

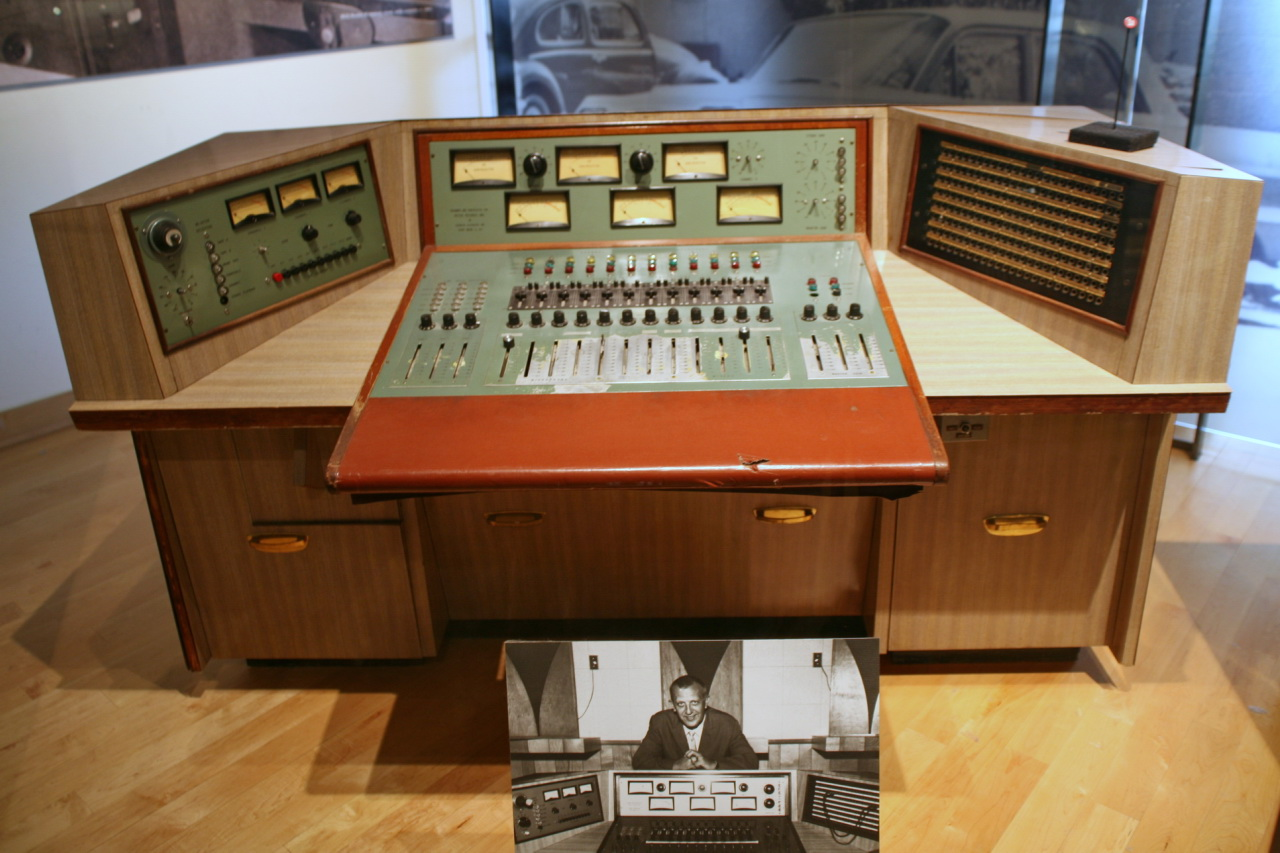
オウエン・ブラッドリーのクォンセット・ハット・スタジオのコンソール

ブラッドリーがプロデュースした歌手たちはこれまで以上に積極的にラジオに出演し、パッツィー・クライン、ブレンダ・リー、ロレッタ・リン、レニー・ディ、コンウェイ・トゥイッティは全米にその名が知られるようになった。ポップ歌手のバディ・ホリーやジーン・ヴィンセントもブラッドリーと共に彼のナッシュビルのスタジオでレコーディングを行なった。ブラッドリーはムーン・マリカンのサウンドをアップデートし、マリカンのヒット曲『Early Morning Blues』をプロデュースし、ブルースとナッシュビル・サウンドの融合に成功した。また彼はビル・モンローのブルーグラスとブルーグラスでない曲をプロデュースした。モンローはジミー・ロジャーズの『Caroline sunshine girl』、ムーン・マリカンの『Mighty pretty waltz』をカバーし、ブルーグラスよりもスタンダードなカントリーのバンドで演奏した。多くの古いアーティストはホンキートンク歌手ジム・リーヴズが新しいスタイルを取り入れて大ヒットしたことを目の当たりにして自分たちにも変化が必要だと考えるようになった。しかし皆がリーヴズやパッツィ・クラインのように成功する訳ではなかった。ブラッドリーはプロデュース業に加え、1958年の『Big Guitar』など自身のインストゥルメンタル曲もリリースするようになった。1950年代後期、ブラッドリーは弟ハロルドと共にアメリカ陸軍のリクルートのためのラジオおよびテレビの『Country Style, USA』をプロデュースした。
ブラッドリーはクォンセットをコロムビア・レコードに売却し、1961年、ナッシュビル郊外に農場を買い、納屋をデモ・スタジオに改築した。数年のうちに新たな「ブラッドリーズ・バーン」(ブラッドリーの納屋、の意)がカントリー業界で伝説的レコーディング施設となった。ビュウ・ブランメルズはこのスタジオに敬意を表し、1968年のアルバムに『Bradley's Barn』と名付けた。1980年、スタジオは焼失したが、ブラッドリーは数年以内に同じ場所に再度スタジオを建てた。

## 後年および評価
1974年、カントリー・ミュージックの殿堂に殿堂入りした。ポール・コウエンが9名プロデュースしたのに続き、ブラッドリーは6名プロデュースしたことで評価されている。1980年代初頭に退社したが、自身が選んだ仕事は続けていた。ブラッドリーはカナダのアーティストのk.d.ラングを選び、1988年のアルバム『Shadowland』をプロデュースして高い評価を受けた。亡くなる直前、弟ハロルドと共に舞台『Always...Patsy Cline』のパッツィ・クライン役で知られるマンディ・バーネットのアルバム『I've Got A Right To Cry』をプロデュースした。

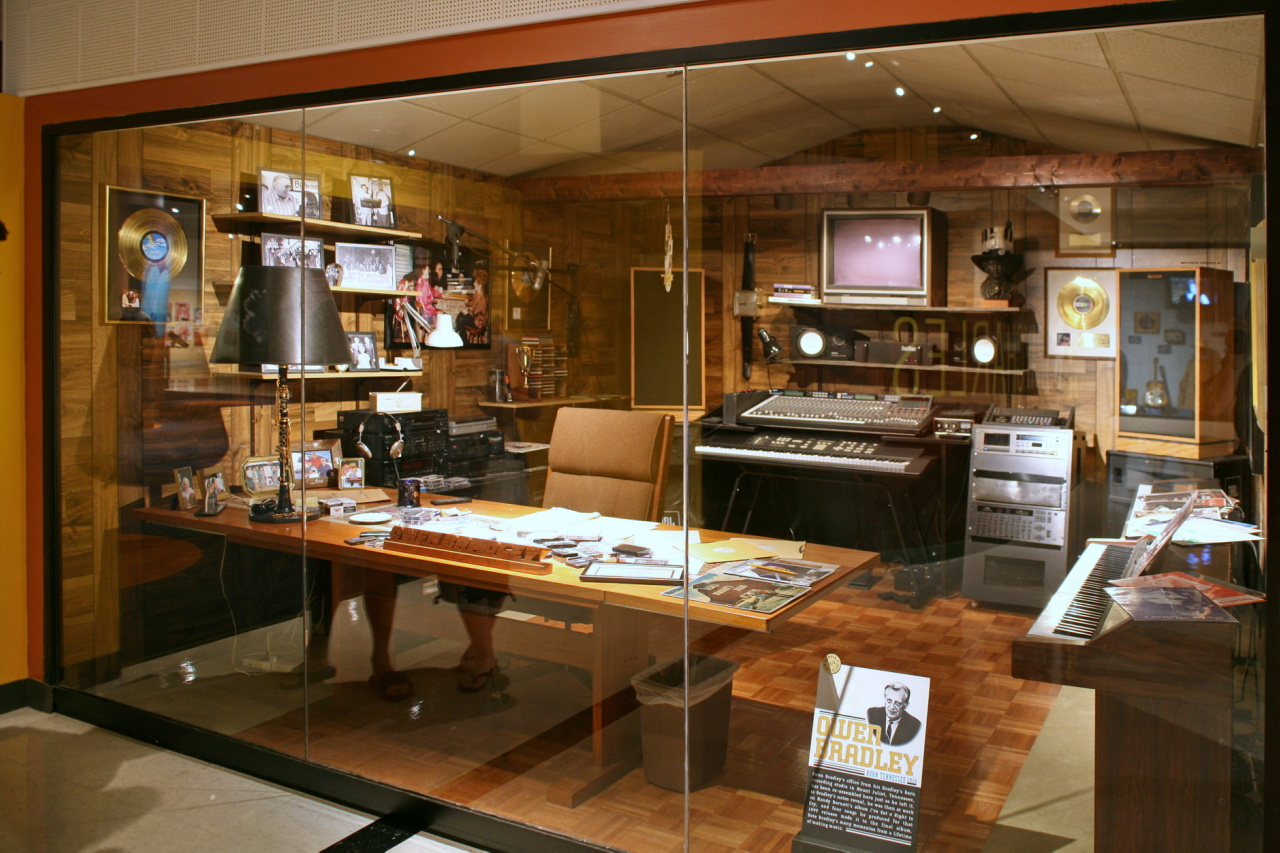
オウエン・ブラッドリーの最後のスタジオ

彼がプロデュースしたパッツィ・クラインの『Crazy』、『I Fall to Pieces』、『Walkin' After Midnight』などの大ヒット曲は50年以上経った現在もスタンダード・ナンバーとして愛され続けている。クラインやロレッタ・リンのプロデューサーとして最も知られており、伝記映画『歌え!ロレッタ愛のために』や『Sweet Dreams』ではサウンドトラックに携わっている。
1997年、ナッシュビル公園局はミュージック・ロウ北端の16番通り南とディヴィジョン通りの間の小さな公園にオウエン・ブラッドリーがピアノを弾く銅像を建て、オウエン・ブラッドリー公園と名付けた。